# Blårapunkel
Blårapunkel (Phyteuma nigrum) är en växtart i familjen klockväxter.